# Irídium
Az irídium kémiai elem, vegyjele Ir, rendszáma 77, azaz a periódusos rendszer 77. eleme. Nyelvújításkori neve neheny. A természetben is előforduló egyik legnagyobb sűrűségű, nagyon kemény, törékeny, ezüstös-fehér színű átmenetifém, 
a platinacsoport tagja.  A természetben a platina vagy ozmium elemekkel alkotott természetes ötvözetként fordul elő, nemesfém.

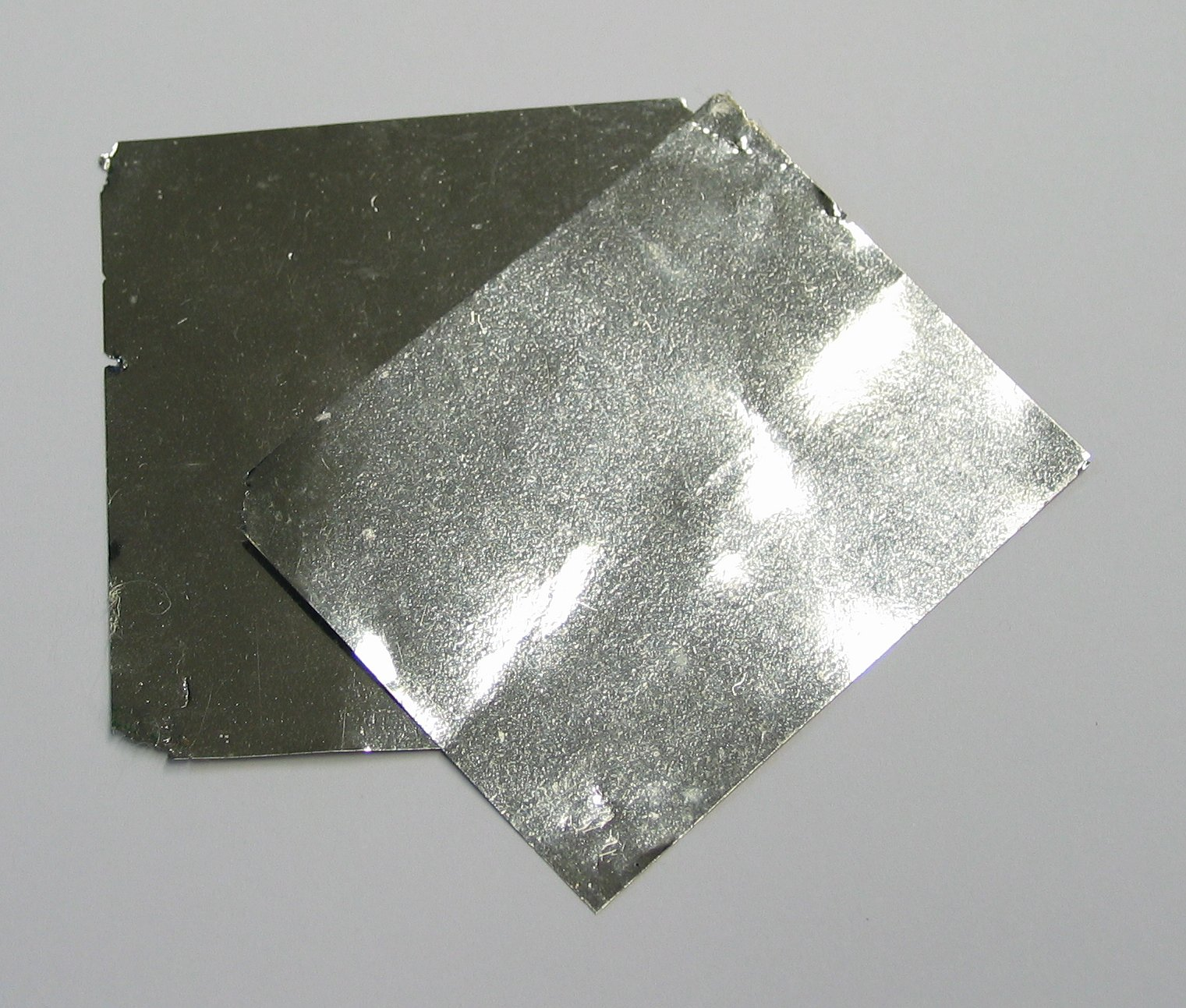
Irídiumfólia

Nevét a görög irisz (ἶρις = szivárvány) szóból kapta sokszínű sói alapján.
Az irídium az ismert legjobban korrózióálló elem.
Az irídium földi tekintetben igen ritka fémnek számít, a kutatók szerint elsődleges forrása a Földbe csapódó meteoritok irídiumtartalma, emiatt nagy jelentősége van a dinoszauruszok – meteorbecsapódás okozta – kihalásának lehetséges magyarázatában.
Az irídiumot a gyakorlatban nagy teherbírású ötvözetekben használják, amelyek nagyon magas hőmérsékletnek is ellenállnak, így általában magas hőmérsékleten működő berendezésekben (pl. benzinmotorok gyújtógyertyájában), elektromos érintkezőkben, és a platina szilárdságát fokozó anyagként, töltőtollak hegyeként is használják.

## Jellemzői

### Fizikai tulajdonságai
Az irídium a platinacsoport tagja, fehér, platinához hasonló színű, de enyhén sárgás árnyalatú fém.
Rendkívüli keménysége, ridegsége és nagyon magas olvadáspontja miatt az irídiumot szilárd formában nagyon nehéz megmunkálni, formálni vagy alakítani, ezért rendszerint porkohászati eljárást alkalmaznak. Az irídium az egyetlen fém, melynek kedvező mechanikai tulajdonságai levegőben 1600 °C felett is megmaradnak. Az irídium forráspontja nagyon magas (az elemek közül a tizedik legmagasabb), 0,14 K hőmérséklet alatt pedig szupravezetővé válik.
Az irídium mért sűrűsége csak alig valamivel (kb. 0,12%-kal) alacsonyabb, mint az ozmiumé, az ismert legmagasabb sűrűségű elemé. A kis különbség és a helyes mérés nehézségei miatt korábban volt némi bizonytalanság, hogy melyik elem sűrűsége a nagyobb, de a sűrűség számításához használt adatok helyességének növekedése révén röntgendiffrakciós adatokból az irídium sűrűségére 22,56 g/cm³, az ozmiuméra pedig 22,59 g/cm³ érték adódik.

### Kémiai tulajdonságai
Ez az ismert legjobban korrózióálló fém: az irídiumot nem tudja kikezdeni szinte semmilyen sav, királyvíz, sóolvadék vagy szilikát, még magas hőmérsékleten sem. Néhány sóolvadék azonban, például a nátrium-cianid vagy a kálium-cianid megtámadja, de az oxigén és a halogének (különösen a fluor) is reagálnak vele magasabb hőmérsékleten.

### Vegyületei
| Oxidációs állapot | Oxidációs állapot |
| ----------------- | ----------------- |
| −3                | [Ir(CO)3]3−       |
| −1                | [Ir(CO)3(PPh3)]−  |
| 0                 | Ir4(CO)12         |
| +1                | [Ir(CO)Cl(PPh3)2] |
| +2                | IrCl2             |
| +3                | IrCl3             |
| +4                | IrO2              |
| +5                | Ir4F20            |
| +6                | IrF6              |
| +7                | IrO2(O2)+         |
| +8                | IrO4              |
| +9                | IrO+4             |

Az irídium −3 és +6 közötti oxidációs számmal képez vegyületeket, a leggyakoribb oxidációs száma a +3 és +4. Jól jellemzett magasabb oxidációs állapotú vegyületei ritkábbak, de ezek közé tartozik az IrF6 és két vegyes oxid, a Sr2MgIrO6 és a Sr2CaIrO6. Ezen kívül 2009-ben beszámoltak arról, hogy irídium(VIII)-oxidot (IrO4) állítottak elő mátrix izolációs körülmények között (6 K-en argonban) irídium-peroxo komplex UV-besugárzásával. Ez a vegyület azonban szilárd anyagként magasabb hőmérsékleten várhatóan nem stabil.
Az irídium-dioxid IrO2, mely barna színű por, az irídium egyetlen jól jellemzett oxidja. A Ir2O3 szeszkvioxid kékes-fekete por, mely HNO3-nal IrO2-dá oxidálódik. A megfelelő diszulfidok, diszelenidek, szeszkviszulfidok és szeszkviszelenidek is ismertek, és az IrS3 létezéséről is beszámoltak. Az irídium +4 és +5 oxidációs állapotú iridátokat is képez, ilyen például a K2IrO3 és a KIrO3, melyek kálium-oxid vagy kálium-szuperoxid és irídium magas hőmérsékleten végzett reakciójával állíthatók elő.
Noha kétkomponensű (biner) hidridjei (IrxHy képletű vegyületek) nem ismertek, előállították komplexeit, melyekben IrH4−5 és IrH3−6 található, ezekben az irídium oxidációs száma rendre +1, illetve +3. A Mg6Ir2H11 háromkomponensű (terner) hidridjében a feltételezések szerint mind a  IrH4−5, mind a 18-elektronos IrH5−4 anion megtalálható.
Mono- vagy dihalogenidje nem ismert, de minden halogénnel képez IrX3 trihalogenidet. +4-es és afölötti oxidációs állapotban csak a tetrafluorid, pentafluorid és hexafluorid ismert. Az irídium-hexafluorid (IrF6) nagyon reakcióképes, illékony, sárga színű szilárd anyag, molekulája oktaéderes szerkezetű. Az irídium-pentafluorid tulajdonságai hasonlóak, de ez a vegyület tetramer (Ir4F20) szerkezetű, négy közös csúcsú oktaéderrel.